# Jim Spivey
Jim Spivey (eigentlich: James Calvin Spivey; * 7. März 1960 in Schiller Park, Illinois) ist ein ehemaliger US-amerikanischer Mittel- und Langstreckenläufer.
In der Fenton High School in Bensenville, Illinois war er der beste Highschool Crossläufer in llinois. Anschließend wechselte er als Sportstipendiat an die Indiana University Bloomington von 1978 bis 1983 und trainierte bei Sam Bell, der mit sehr intensiven Tempoläufen seine sportliche Karriere beschleunigte. Er beendete sen Studium erfolgreich mit einem Bachelor in Betriebswirtschaft.
1983 erreichte er bei den Weltmeisterschaften in Helsinki über 5000 Meter das Halbfinale, und 1984 wurde er bei den Olympischen Spielen in Los Angeles wurde er über 1500 Meter Fünfter. 
In der Saison feierte er seine größten Erfolge. Jeweils über 1500 Meter wurde er Vierter bei den Hallenweltmeisterschaften in Indianapolis und gewann die Silbermedaille bei den Panamerikanischen Spielen hinter dem Brasilianer Joaquim Cruz. Bei den Weltmeisterschaften in Rom gewann er Bronze in 3:38,82 min und musste sich nur dem Somalier Abdi Bile (3:36,80 min) sowie dem Spanier José Luis González (3:38,03 min) geschlagen geben.
Obwohl er 1988 seine Bestzeit über 1500 Meter (3:31,01 min) aufstellte, verpasste er mit Rang vier bei den US-amerikanischen Meisterschaften die Qualifikation für die Olympischen Spiele in Seoul.
1992 wurde er bei den Olympischen Spielen in Barcelona Achter über 1500 Meter. Ein Jahr später wurde er über dieselbe Distanz Fünfter bei den Weltmeisterschaften in Stuttgart. Danach kehrte er auf die 5000-Meter-Distanz zurück. Bei den Weltmeisterschaften 1995 in Göteborg schied er im Vorlauf aus, bei den Olympischen Spielen 1996 erreichte er das Halbfinale.
Im Freien wurde er 1984, 1985, 1987 und 1992 nationaler Meister über 1500 Meter, in der Halle 1982 über 1 Meile und 1988 über 3000 Meter. 
Jim Spivey ist 1,80 m groß und wog zu Wettkampfzeiten 63 kg. Er benannte seinen Sohn nach dem britischen Weltrekordler im 800-Meter-Lauf, Coe, Sebastian. Nach Ende seiner aktiven Karriere begann er 1997, als Leichtathletiktrainer zu arbeiten. Von 1997 bis 2001 war er Cheftrainer der Leichtathleten der University of Chicago, ehe er von 2001 bis 2005 an die Vanderbilt University in der gleichen Position wechselte, sodann wechselte er an die  Wheaton (Illinois) Academy in West Chicago und arbeitet zudem als Verantwortlicher für Universitätskontakte für ASICS America. Er berät darüber hinaus auch auf individueller Grundlage.

## Persönliche Bestzeiten
- 800 m: 1:46,5 min, 12. Juni 1982, Berkeley
- 1000 m: 2:16,54 min, 21. Juli 1984, Eugene
- 1500 m: 3:31,01 min, 28. August 1988, Koblenz
  - Halle: 3:39,6 min, 1. Februar 1987, Providence (Zwischenzeit)
- 1 Meile: 3:49,80 min, 5. Juli 1986, Oslo
  - Halle: 3:55,71 min, 1. Februar 1987, Providence
- 2000 m: 4:52,44 min, 15. September 1987, Lausanne (US-amerikanischer Rekord)
  - Halle: 5:05,79 min, 31. Januar 1986, Bloomington
- 3000 m: 7:37,04 min, 1. August 1993, Köln
  - Halle: 7:52,91 min, 26. Februar 1988, New York City
- 5000 m: 13:15,86 min, 30. August 1994, Berlin